# Karin Krebs
Karin Krebs (Gumbinnen, 18 augustus 1943) is een atleet uit Duitsland.
Op de Olympische Zomerspelen in 1968 nam ze deel onder de naam Karin Burneleit aan de 800 meter.
Vier jaar later, op de Olympische Zomerspelen 1972 liep ze in de finale naar de vierde plek op de 1500 meter.
In 1968 werd Krebs nationaal kampioene op de 800 meter.
- Gemeinsame Normdatei: 1062184408
- World Athletics: 14346999
- Virtual International Authority File: 311695311